# Votations fédérales de 2015 en Suisse
Six votations fédérales ont été organisées en 2015 en Suisse.

## Mois de mars
Le 8 mars 2015, deux objets sont soumis à la votation : il s'agissait de deux initiatives populaires.
1. Initiative populaire « Aider les familles ! Pour des allocations pour enfant et des allocations de formation professionnelle exonérées de l'impôt »
  - L'initiative propose de modifier l'alinéa 2 de l'article 116 de la Constitution fédérale en précisant que « les allocations pour enfant et les allocations de formation professionnelle sont exonérées de l’impôt ».
2. L'Initiative populaire « Remplacer la taxe sur la valeur ajoutée par une taxe sur l'énergie »
  - L'initiative propose d'ajouter un article 130a à la Constitution fédérale pour créer un impôt sur les agents énergétiques non renouvelables, qu'ils soient importés ou produits en Suisse, tout en supprimant la Taxe sur la valeur ajoutée (TVA).

### Résultats
| Question                         | Pour    | Pour | Contre    | Contre | Invalide/ blanc | Total votes | Inscrits  | Partici- pation | Cantons pour | Cantons pour | Cantons contre | Cantons contre | Resultat |
| Question                         | Votes   | %    | Votes     | %      | Invalide/ blanc | Total votes | Inscrits  | Partici- pation | Entiers      | Demi         | Entiers        | Demi           | Resultat |
| -------------------------------- | ------- | ---- | --------- | ------ | --------------- | ----------- | --------- | --------------- | ------------ | ------------ | -------------- | -------------- | -------- |
| Aide pour les familles           | 537,795 | 24.6 | 1,650,109 | 75.4   | 22,987          | 2,210,891   | 5,254,965 | 42.07           | 0            | 0            | 20             | 6              | Rejetée  |
| Taxe sur l'énergie               | 175,405 | 8.0  | 2,010,326 | 92.0   | 24,390          | 2,210,121   | 5,254,965 | 41.06           | 0            | 0            | 20             | 6              | Rejetée  |
| Source: Gouvernement Suisse 1, 2 |         |      |           |        |                 |             |           |                 |              |              |                |                |          |

## Mois de juin
Le 14 juin 2015, quatre objets sont soumis à la votation : deux initiatives populaires et deux référendums.
1. Un amendement de l’article constitutionnel relatif à la procréation médicalement assistée et au génie génétique dans le domaine humain.
2. L'Initiative populaire « Initiative sur les bourses d'études »
  - L'initiative propose de modifier l'article 66 de la Constitution fédérale en précisant que « la législation relative à l’octroi d’aides à la formation destinées aux étudiants des hautes écoles et des autres institutions d’enseignement supérieur et au financement de ces aides » est du ressort de la Confédération qui doit cependant prendre en compte les besoins spécifiques des cantons. Elle spécifie que ces aides doivent permettre d'assurer un « niveau de vie minimal » pendant la durée de la formation.
3. L'Initiative populaire « Imposer les successions de plusieurs millions pour financer notre AVS » (Réforme de la fiscalité successorale)»
  - L'initiative propose d'ajouter un article 129a à la Constitution fédérale pour créer un nouvel impôt de 20% sur les successions et les donations dépassant les 2 millions de francs et d’attribuer 2/3 des recettes de cet impôt à l'AVS (le tiers restant revenant aux cantons). Une disposition transitoire précise que cet impôt doit être imputé rétroactivement pour les donations à partir du 1er janvier 2012.
4. Un référendum portant sur la modification de la loi fédérale sur la radio et la télévision (LRTV)

### Résultats
| Question                                   | Pour      | Pour | Contre    | Contre | Invalide/ blanc | Total votes | Inscrits  | Partici- pation | Cantons pour | Cantons pour | Cantons contre | Cantons contre | Resultat |
| Question                                   | Votes     | %    | Votes     | %      | Invalide/ blanc | Total votes | Inscrits  | Partici- pation | Entiers      | Demi         | Entiers        | Demi           | Resultat |
| ------------------------------------------ | --------- | ---- | --------- | ------ | --------------- | ----------- | --------- | --------------- | ------------ | ------------ | -------------- | -------------- | -------- |
| PMA et génie génétique                     | 1,377,613 | 61.9 | 846,865   | 38.1   | 66,515          | 2,290,993   | 5,265,120 | 43.5            | 17           | 3            | 3              | 3              | Acceptée |
| Bourses d'études                           | 610,284   | 27.5 | 1,611,911 | 72.5   | 65,360          | 2,287,555   | 5,265,120 | 43.4            | 0            | 0            | 20             | 6              | Rejetée  |
| Impôt sur les successions                  | 657,851   | 29.0 | 1,613,982 | 71.0   | 29,487          | 2,301,320   | 5,265,120 | 43.7            | 0            | 0            | 20             | 6              | Rejetée  |
| Loi fédérale sur la radio et la télévision | 1,128,522 | 50.1 | 1,124,873 | 49.9   | 44,568          | 2,297,963   | 5,265,120 | 43.6            |              |              |                |                | Acceptée |
| Source: Gouvernement Suisse 1, 2, 3, 4     |           |      |           |        |                 |             |           |                 |              |              |                |                |          |